# لويس مانويل مولينا
لويس مانويل مولينا هو عازف قيثارة وفنان وملحن كوبي، ولد في 25 فبراير 1959 في هافانا في كوبا.